# Acanthogonatus recinto
Acanthogonatus recinto är en spindelart som beskrevs av Pablo A. Goloboff 1995. Acanthogonatus recinto ingår i släktet Acanthogonatus och familjen Nemesiidae. Inga underarter finns listade i Catalogue of Life.